# Vu Quảng Châu
Vu Quảng Châu (tiếng Trung: 于广洲; sinh tháng 1 năm 1953) là một chính trị gia đã nghỉ hưu của Cộng hòa Nhân dân Trung Hoa. Ông từng là Cục trưởng Tổng cục Hải quan từ tháng 4 năm 2011 đến tháng 3 năm 2018. Trước đó, ông từng là Thị trưởng Vô Tích (1993–1997) và Từ Châu (1997–2000) của tỉnh Giang Tô, Phó Tỉnh trưởng Giang Tô (2000– 2001), Thứ trưởng Bộ Thương mại (2003–2008), và Phó Chánh văn phòng Đảng Cộng sản tỉnh Phúc Kiến (2009–2011).
Ông là thành viên của Ủy ban Trung ương Đảng Cộng sản Trung Quốc khóa XVIII.